# Mary Lou Retton
Mary Lou Retton (Fairmont, Nyugat-Virginia, 1968. január 24. –) olimpiai bajnok amerikai tornásznő.

## Amiért beszélnek róla
Mary Lou Retton az 1984-es olimpián első amerikaiként nyerte meg a női egyéni összetettet tornában. Emellé szerzett két ezüstérmet (csapatverseny, lóugrás) és bronzérmet talajon, és a felemás korláton. Az olimpiai sikerek mellé társul három amerikai kupagyőzelem, egyedüli amerikaiként nyerte meg a japán Chunichi Kupát. Ezenkívül többszörös nemzeti bajnok. 1993-ban az Associated Press által közzétett tanulmány szerint Retton és Dorothy Hamill a legnépszerűbb atlétáknak számítottak Amerikában. Nem szakadt el teljesen a sporttól, hiszen az 1988-as olimpián az NBC kommentátora volt. Később pedig sportújságíróként dolgozott.

## Életrajz
Mary Lou Retton 1968-ban született Nyugat-Virginia államban. Apja baseball játékos volt. Anyja négyéves korában beíratta a helyi táncosztályba, majd néhány évvel később a Nyugat Virginiai Egyetem tornászszakosztályába. Tizennégy évesen Houstonba költözött, ahol a legendás edző, Károlyi Béla vette szárnyai alá, aki egykoron Nadia Comăneci edzője volt. Retton levelező képzésben fejezte be középiskolai tanulmányait. Az 1984-es Los Angeles-i olimpia előtt már mindenki esélyesként beszélt róla. Ám hat héttel a versenyek előtt porcszakadást szenvedett, ekkor az indulása is veszélybe került. Az olimpián drámai küzdelemben győzte le a romániai Szabó Katalint az összetett versenyben. Visszavonulása után 1990-ben férjhez ment.